# 卓偉
韓炳江（1971年9月23日—），天津人，笔名卓偉，被冠有“中國內地第一狗仔”之称。

## 经历
韓炳江中專時就读工科，後來考取了漢語言文學本科文憑。2000年1月任天津《每日新報》記者，开启媒体生涯，有多个筆名，以卓伟最为知名。
2003年5月，卓伟与摄影记者冯科同时进入北京小报《明星Bigstar》成为狗仔，曾乔装打扮成民工，混入刘晓庆小区拍摄其二度出狱后的第一张照片，并时常偷拍电影片场，包括《功夫》、《十面埋伏》、《千机变2》等。2005年，因《明星Bigstar》曝光明星家庭住址，遭到多位明星抵制，报社人事改革后冯科跳槽新浪，卓伟入职《新京报》。2006年，因在《新京报》报道竇唯大骂前妻高原，经济拮据等内容，导致窦唯強闖並打砸報社，烧毁報社一辆不属于卓伟的汽车，卓伟因此遭到辞退。同年，登上《魯豫有約》和《實話實說》，述說狗仔歷程，并进入《南都娛乐周刊》，后升至主笔，约2015年离职。
供职媒体期间，卓伟与冯科在2006年11月，组建风行工作室，為内地第一支专业狗仔队。2010年，卓伟成立北京大风行锐角度文化传播有限公司，将风行工作室公司化运营。2012年，风行工作室上线八卦娱乐APP“爱娱爱乐”。‬2013年，因董洁、王大治「激吻门」，章子怡、汪峰恋情，以及张艺谋超生系列报道，卓伟开始收获关注，并获得南方报业年度记者。2014年3月，因曝光文章与姚笛「出轨门」，卓伟团队名声大噪，开始进入极速扩张阶段。2014年底，卓伟与冯科二人各自自筹30万重新开发APP，“爱娱爱乐”更名“全民星探”。2015年1月24日，“全民星探”正式上线，添加了短视频、直播、粉丝爆料功能，强化社交属性。1月28日，为推广“全民星探”，卓伟開通新浪微博。同年，风行获得来自联创永宣的600万元的天使轮融资。
2017年初，卓伟通过社交媒体，付费问答等方式高调经营个人品牌，与试图淡化狗仔形象，规避审查风险，向主流娱乐媒体转型的合伙人冯科分歧加剧，导致冯科出走，于4月自立门户“GO硬工作室”。2017年5月3日，风行工作室摄影师宣布集体辞职，投奔冯科。2017年6月7日，北京市网信办约谈多家平台，封锁一批「低俗追星」账号，包括卓伟、冯科旗下所有账号。卓伟团队大规模裁员，开设微博小号「娛姬小妖」。2018年2月，卓伟小号再次被封，此后卓伟与外界失联。2018年6月，卓伟重启朋友圈报平安：“我挺好，输得起。” 2022年6月11日，卓伟在抖音开设账号，试图复出，但当日遭到封禁。此后，卓伟不时通过狗仔博主“阿飞”对外发布爆料信息。

## 主要爆料
- 2003年，与搭档冯科拍到刘晓庆二次出狱后第一张照片，刊登在《明星Bigstar》。
- 2005年底，在《新京報》曝光陳建斌和蔣勤勤戀愛。
- 2006年，在《新京报》报道竇唯大骂前妻高原，经济拮据等内容，导致窦唯打砸报社并烧毁一辆汽车。[8]
- 2006年8月，在《南都娛樂周刊》指許晴曾與中國建設銀行落馬行長王雪冰交往，許晴起诉报道後雙方達成和解[9]。2017年，中央黨校出版社推出口述體反腐紀實文學《追問》，其中王雪冰描述明星情人段落被普遍認為符合許晴。[10]
- 2007年1月，拍到趙薇與王勵勤約會，但双方否認戀情。
- 2007年5月，在《南都娛樂周刊》将陈坤此前公开的养子称为「私生子」，此后小孩为陈坤亲生一说甚嚣尘上。
- 2013年3月，曝光董洁、王大治“激吻门”。
- 2013年5月-10月，在《南都娱乐周刊》发布张艺谋「超生」系列调查报道。
- ‬2014年3月，曝光文章与姚笛「出轨门」。
- 2014年9月20日，曝光王菲和謝霆鋒復合。
- 2015年4月20日，在微博转发「全民星探」发布的文章《[独家]章子怡汪峰领证 蜜月会友妇唱夫随》，并配文：“赌坛先锋我无罪，影坛后妈君有情”。汪峰以“赌坛先锋”一词侵犯其名誉权为由起诉卓伟。法院一审、二审均以不构成名誉侵权为由驳回汪峰诉讼。[11]
- 2015年6月，「全民星探」曝光陶喆出軌杨子晴，陶喆隨後召开新闻发布会道歉。7月，陶喆以侵犯名誉权为由起訴全民星探。2016年7月，北京市朝阳区法院一审判决，驳回陶喆诉讼请求。
- 2015年1月，曝光陈赫与张子萱热吻视频，指陈赫婚内出轨。
- 2015年4月22日，曝光周冬雨與田明鑫的戀情。
- 2016年10月初，张靓颖母亲张桂英联系卓伟，试图阻止张靓颖与冯轲婚姻。10月10日，全明星探曝光张桂英采访录音片段，其称冯轲包养小三吴思潇，并变相监视张靓颖。张靓颖发微博指控卓伟挑唆母亲，怒斥其「人渣」。卓伟分享周杰伦歌曲《听妈妈的话》回应。[12][13]
- 2016年10月12日，爆料孙杨有2岁私生子，由前女友李莹念独自抚养[14]。
- 2017年4月，爆料鹿晗有女友、私生子，被對方回嗆「再胡說給你嘴巴上鎖」後，又公開鹿晗主演《擇天記》片酬人民幣8000萬，「他拿了天價片酬後，在順義買了棟大別墅。」
- 2017年4月12日，曝光白百何在泰国密会男模张爱朋，白百合回应两年前已和陈羽凡离婚。
- 2017年4月14日，爆料Angelababy出轨陈赫，遭当事双方否认。
- 2017年12月31日，在微博小号「娛姬小妖」曝光李小璐出轨，夜宿PGone家。
- 2018年1月，在微博小号“娱姬小妖”发布蓝洁瑛亲口指控曾志偉和鄧光榮性侵的访谈录音，随后曾志偉發表聲明否認。
- 2020年8月，在微信朋友圈稱，某「國際飲料集團」做好事不求名，利用古天樂名義捐款，而古天樂「不僅樂於借花獻佛，而且甘於冒名頂替」，至於真正的「娛樂圈慈善一哥」不只默默奉獻，還被外界誤解。[15]
- 2023年4月，在狗仔博主「阿飞」的连线中，透露曾接到来自缅甸的电话，对方声称手中掌握张继科在缅甸赌场欠下人民币1700万元赌债后，作为抵押提供的景甜私密影片，供对方向景甜勒索。
- 2024年8月，在「阿飞」公布的视频中，透露陳曉决意与陈妍希离婚另有隐情：「那你說什麼原因會讓一個男人這麼狠心？這麼決絕？大家可以想想，但是我不能說，我覺得我要說出來就太炸裂了」[16]
- 2024年9月，在「阿飞」公布的视频中，透露章子怡之兄章子男曾当场捉奸汪峰，成为章子怡离婚的导火索。[17]